# Filialkirche St. Johannes (Steindorf am Ossiacher See)

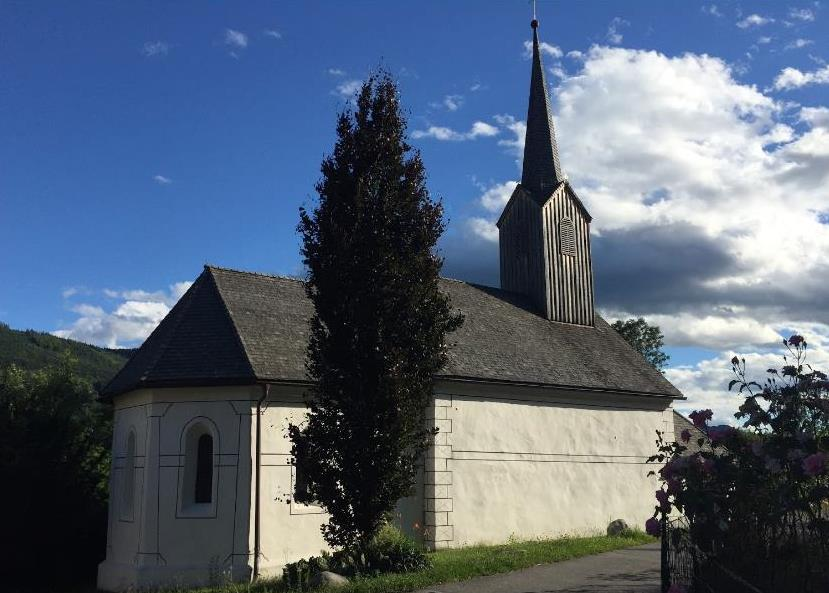
Filialkirche St. Johannes

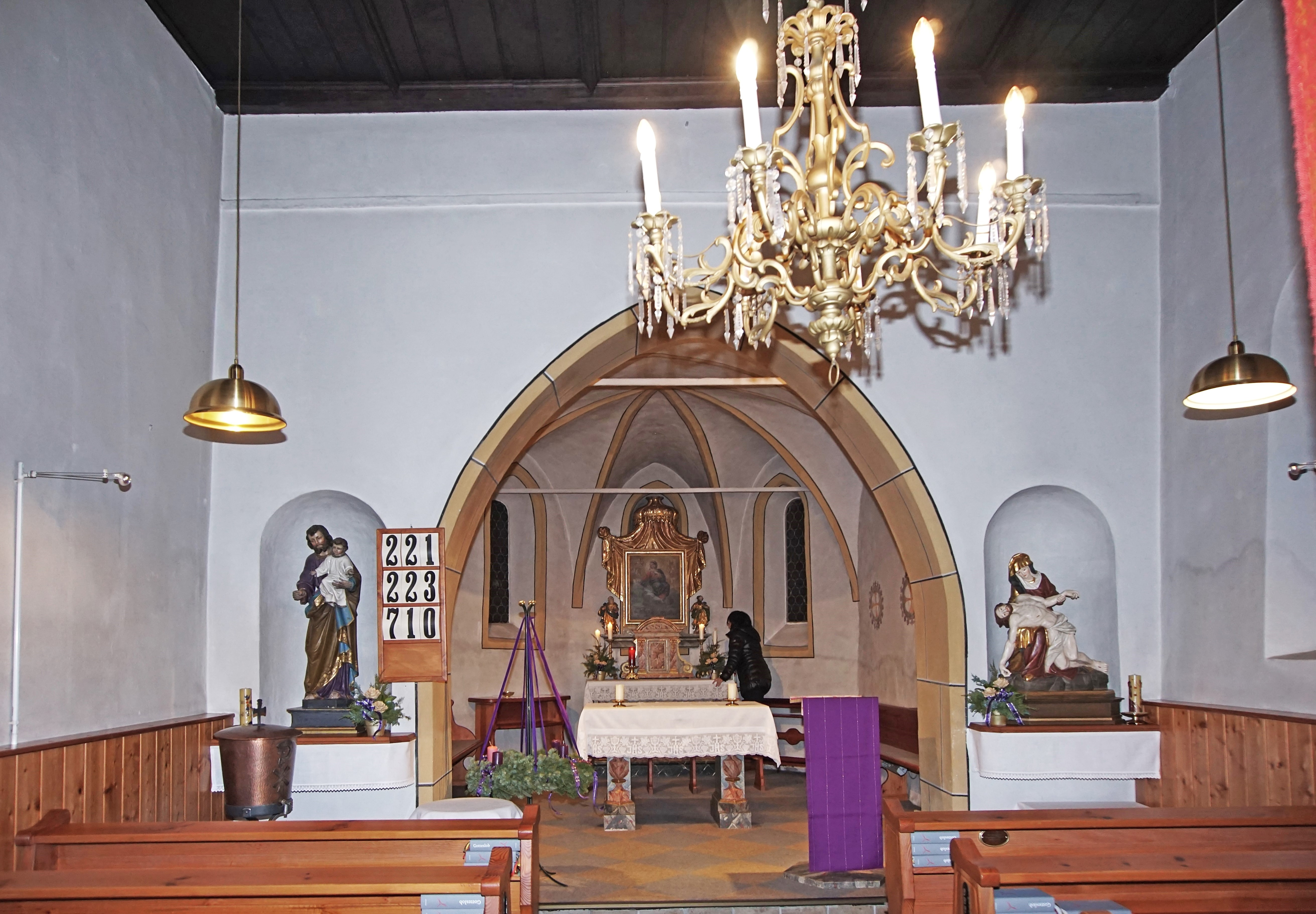
Innenansicht

Die kleine Kirche St. Johannes ist eine  römisch-katholische Filialkirche der Pfarre St. Josef in der Gemeinde Steindorf am Ossiacher See und gehört zum Dekanat Feldkirchen. Sie ist Johannes dem Täufer geweiht.

## Bauwerk
Die Kirche mit Dachreiter hat einen eingezogenen gotischen Chor mit Fünfachtelschluss. Langhaus und Vorlaube wurden nach einem Brand 1893 erneuert.

## Einrichtung
Die Einrichtung stammt aus der zweiten Hälfte des 19. Jahrhunderts.  Das Bild des neobarocken Altars zeigt eine Maria mit Rosenkranz. An der Nordwand des Chores hängt eine Darstellung des Letzten Abendmahls, an der Nordwand des Langhauses ein Bild der Taufe Jesu.

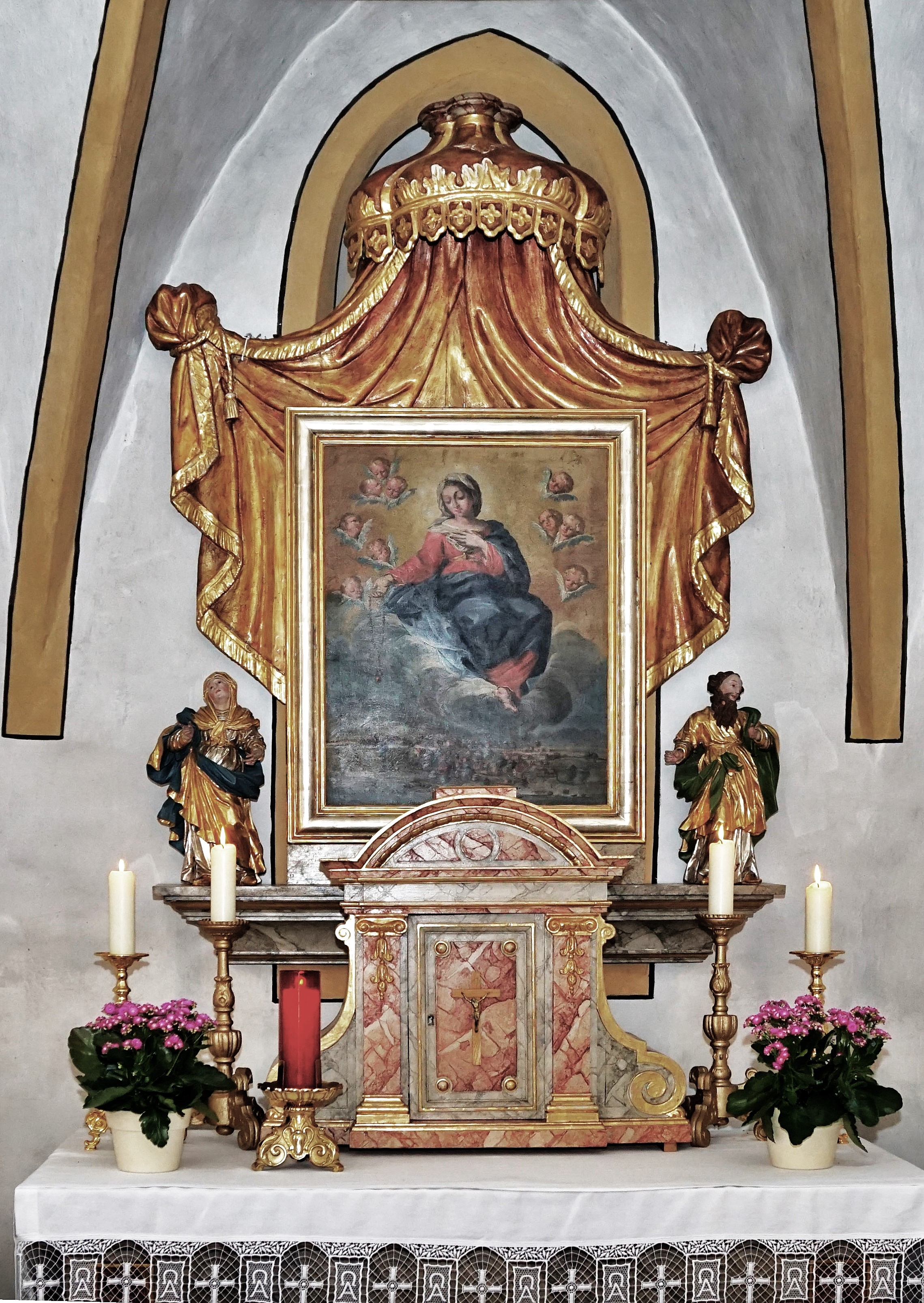
Der Altar
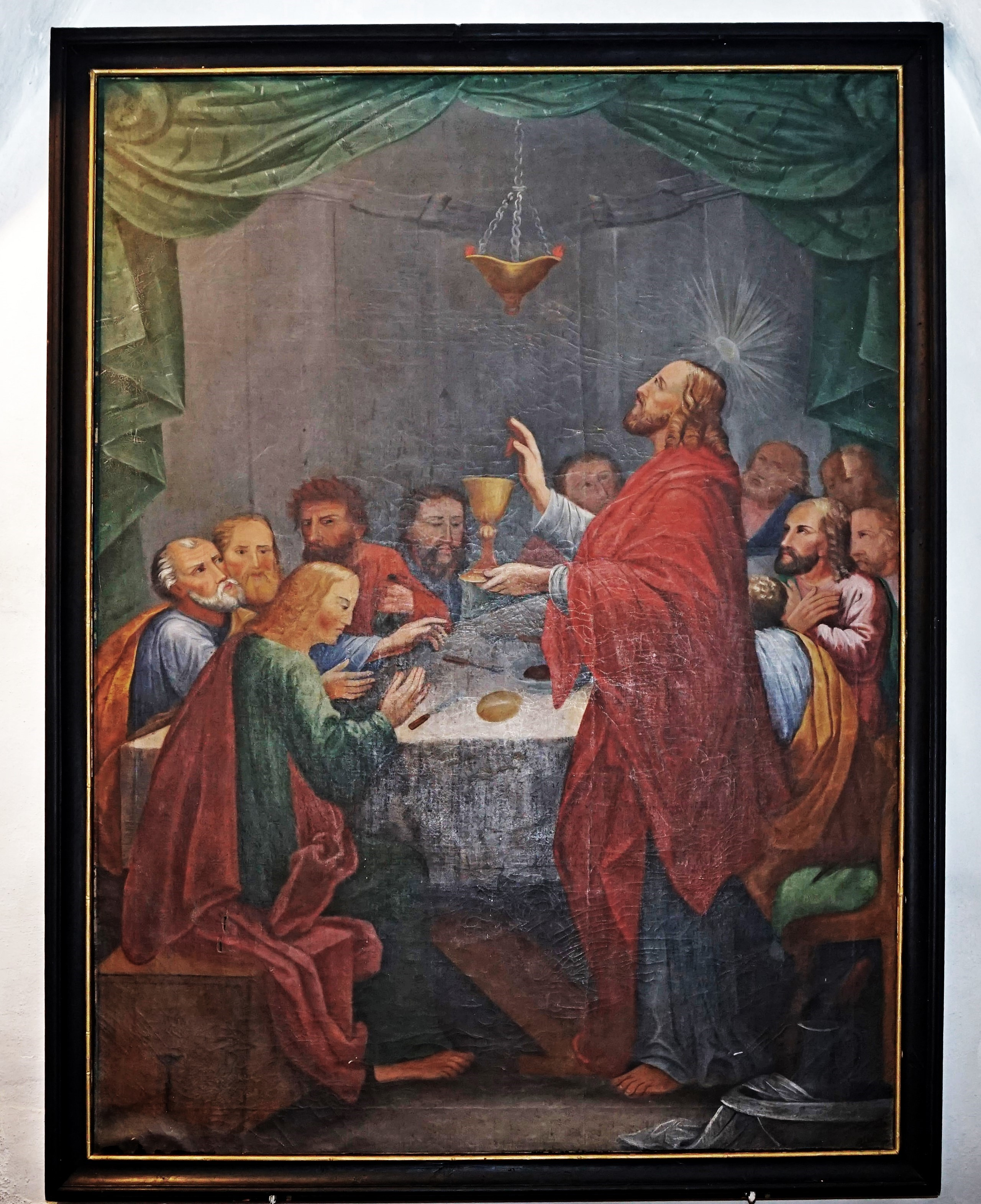
Das Letztes Abendmahl
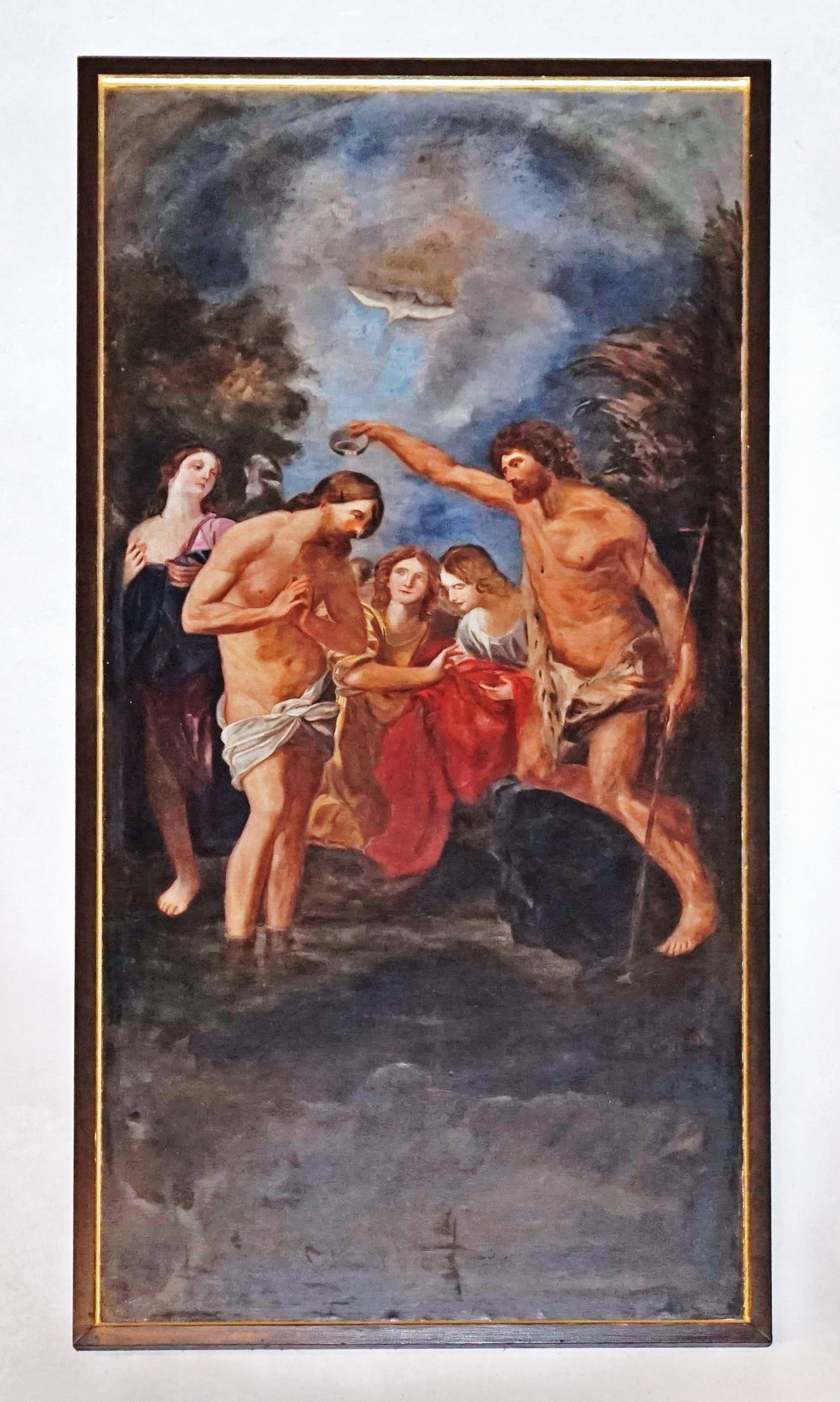
Die Taufe Jesu

## Einzelnachweis
1. ↑  Dehio-Handbuch. Die Kunstdenkmäler Österreichs. Kärnten. Anton Schroll, Wien 2001, ISBN 3-7031-0712-X, S. 908.

Koordinaten: 46° 41′ 52,1″ N, 14° 0′ 37,7″ O